# Hans-Dieter Dreher

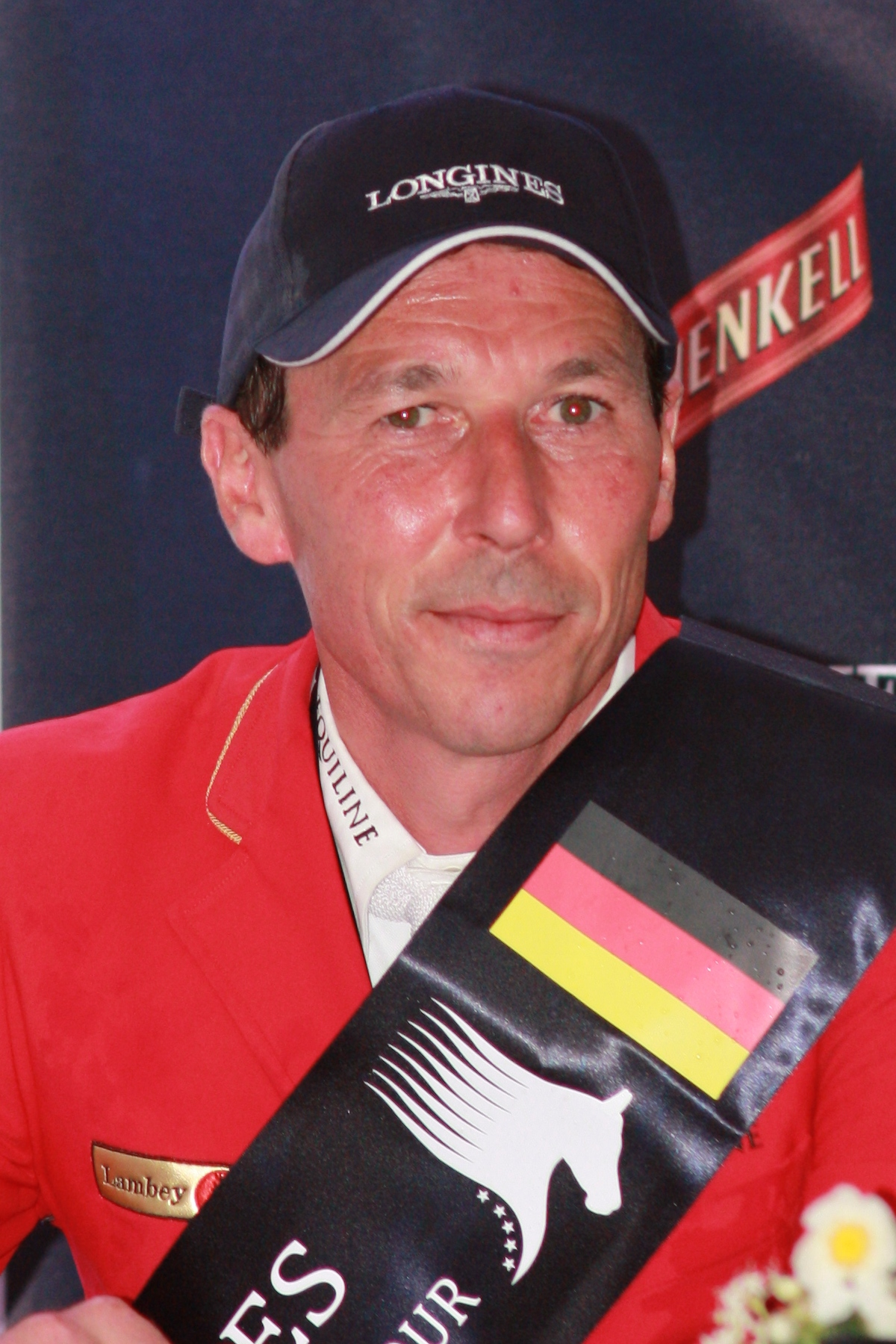
Hans-Dieter Dreher auf einer Pressekonferenz im Rahmen des Pfingstturnier Wiesbaden 2013

Hans-Dieter „Hansi“ Dreher (* 10. Februar 1972 in Rheinfelden (Baden)) ist ein deutscher Springreiter.

## Werdegang

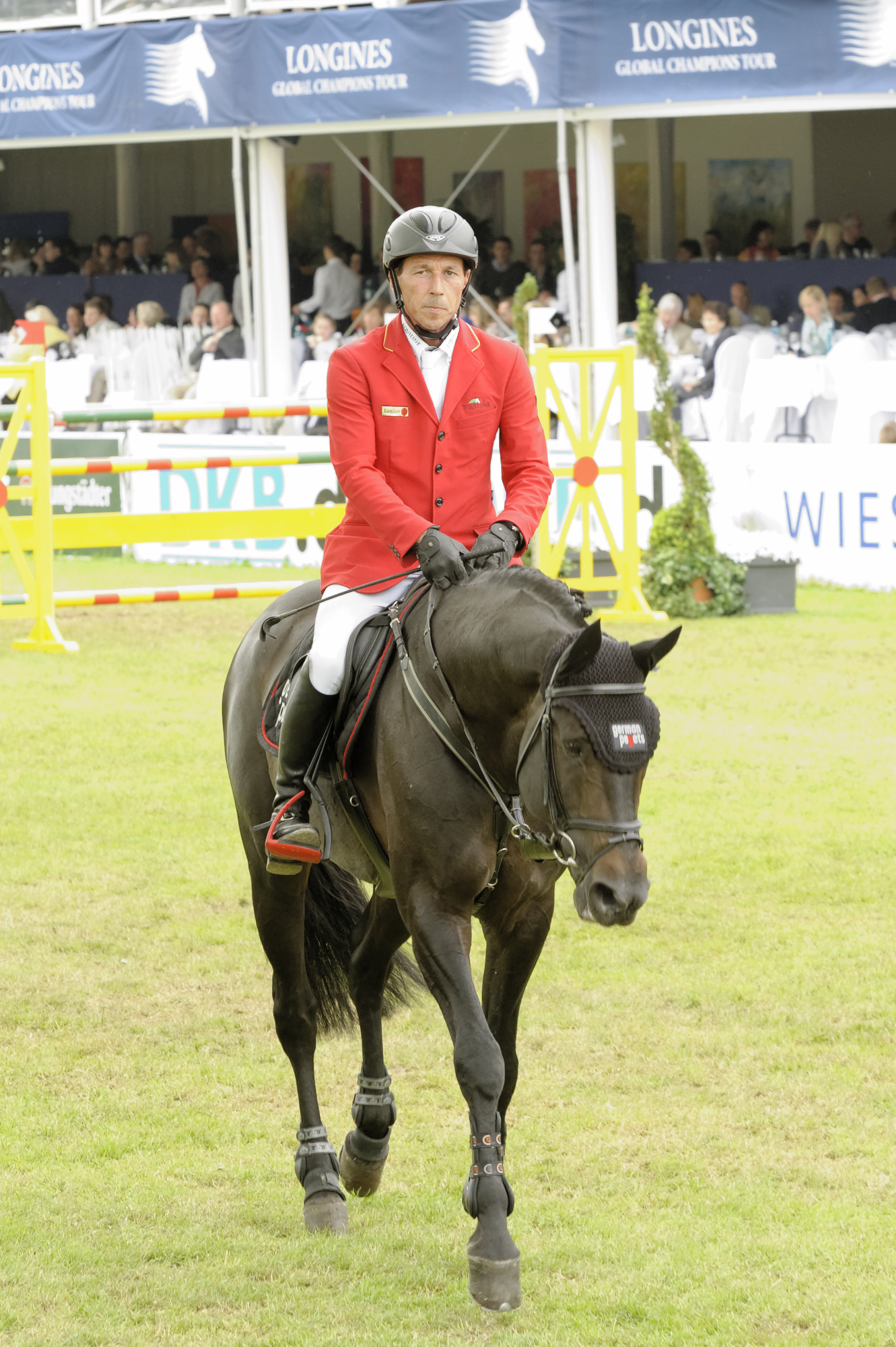
Hans-Dieter Dreher auf Embassy II beim Internationalen PfingstTurnier Wiesbaden 2013

Dreher hatte früh Kontakt mit Pferden, sein Vater betrieb einen Reitstall. Daraus resultierend begann er früh mit dem Reiten und bestritt mit acht Jahren seine erste Springprüfung. Im Juniorenalter wurde er zweifacher Landesmeister Baden-Württemberg und nahm auch an den Deutschen Junioren-Meisterschaften im Springreiten teil. Seine Lehre absolvierte er auf dem elterlichen Hof; in der Folge war er drei Jahre als Bereiter im Elsass tätig. Seitdem ist er in Eimeldingen ansässig, wo er als Sportlicher Leiter beim Gestüt Grenzland tätig ist.
Nach dem Wechsel in die Altersklasse der „Reiter“ trat er hauptsächlich auf regionalen Turnieren bis zur schweren Klasse sowie bei einzelnen internationalen Turnieren an. Im Jahr 2005 wurde er Baden-Württembergischer Meister der Springreiter.
Seinen internationalen Durchbruch hatte Dreher im Jahr 2011: Nachdem bereits mehrere Reiter mit dem Hengst Magnus Romeo nicht richtig hatten zusammenfinden können, überzeugte Beat Mändli als bisheriger Reiter den Pferdebesitzer Paul Bücheler, Hans-Dieter Dreher das Pferd zum Beritt zu überlassen. Ihren ersten großen gemeinsamen Erfolg hatten Dreher und Magnus Romeo, als sie im April 2011 in Italien den Großen Preis des CSI3* Pioltello gewannen.
Nach einem siebenten Platz bei den Deutschen Meisterschaften wurde Dreher erstmals für den CHIO Aachen nominiert. Es folgten Teilnahmen an Nationenpreisen und Weltcupspringen.
Im Juni 2011 erhielt er von der FEI die monatlich verliehene Auszeichnung „Rolex One to Watch“ als Reiter, der in den Top 250 der aktuellen Weltrangliste den größten Sprung nach oben schaffte (von Rang 386 auf Rang 231). Im September 2012 gehörte er erstmals zu den besten 20 Springreitern weltweit (Platz 17 der Weltrangliste). Der Gewinn des Weltcupspringens bei den Stuttgart German Masters 2013 bedeutete seinen bis dahin größten Erfolg.
Bis zum Jahr 2016 wurde Hans-Dieter Dreher im A-Kader der deutschen Springreiter geführt. In diesem Jahr gelang ihm mit Cool and Easy der Sieg im Großen Preis des Schweizer Nationenpreisturniers in St. Gallen. Durch Verletzungen und Reiterwechsel standen ihm in der Saison 2017 von seinen bisherigen Erfolgspferden nur noch der bereits 16-jährige Embassy II zur Verfügung. Im Juli des Jahres glückte ihm mit dem Sieg im 5*-Grand Prix von Ascona nach gut einem Jahr wieder ein großer internationaler Erfolg.
Dreher ist verheiratet und Vater von zwei Söhnen.

## Pferde

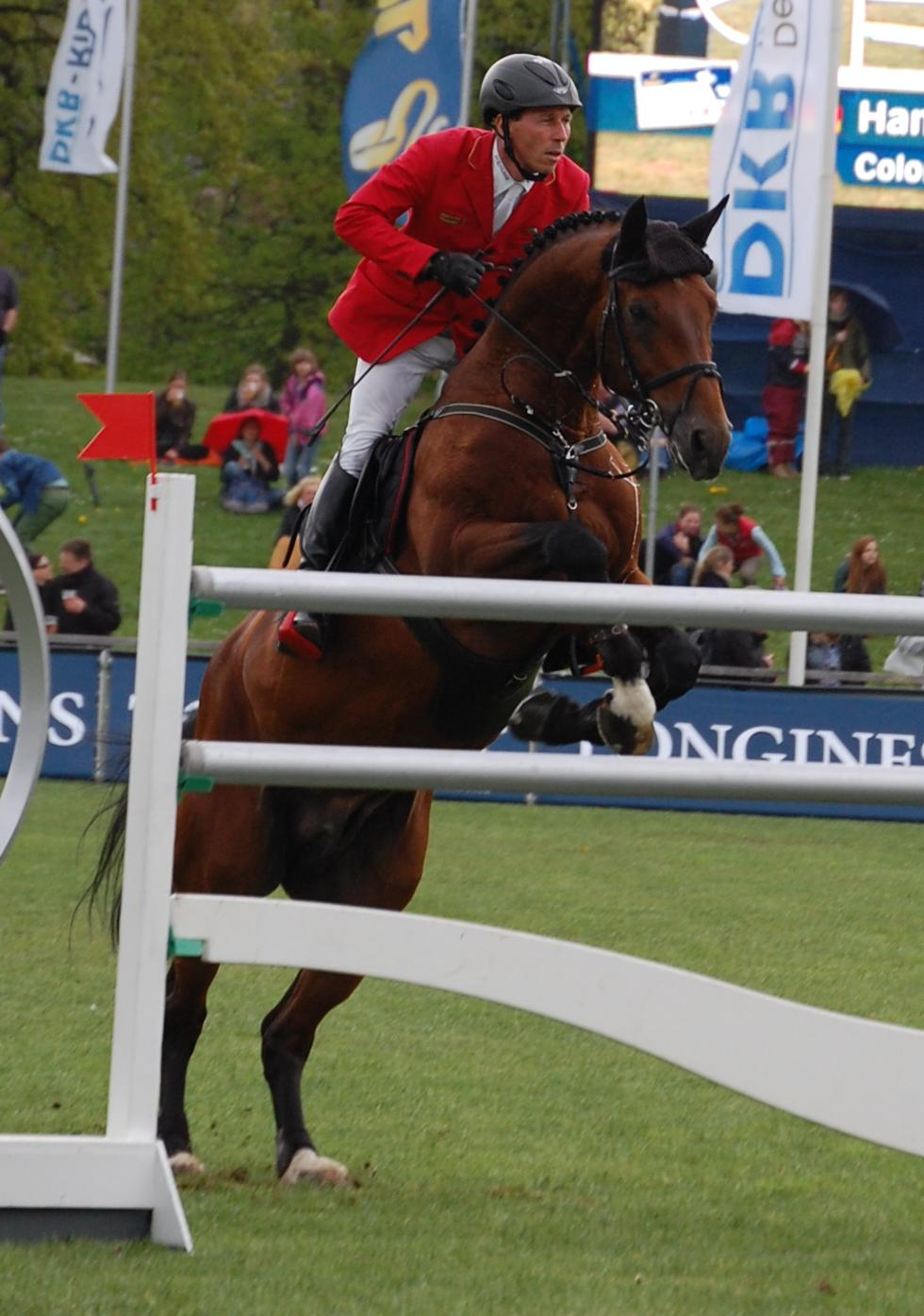
Hans-Dieter Dreher mit Colore, CSI 5* Hamburg 2013

### Aktuelle
- Uncle Sam (* 2017), Holsteiner Schimmelwallach, Vater: Unikato, Muttervater: Colman
- Jiniki (* 2014), KWPN-Schimmelstute, Vater: Dallas VDL Z, Muttervater: Cantos
- Cous Cous 3 (* 2012), Holsteiner Schimmelhengst, Vater: Cachas, Muttervater: Lasino
- Vestmalle des Cotis (* 2009), Selle Français-Fuchswallach, Vater: Baloubet du Rouet, Muttervater: Landor S
- Elysium (* 2012), Holsteiner Schimmelhengst, Vater: Zirocco Blue, Muttervater: Coronado I
- Harley de la Cense (* 2017), brauner Selle Français-Wallach, Vater: Andiamo Semilly, Muttervater: Calvaro Z
- Emeraldo FRV CH (* 2018), Einsiedler Schimmelwallach, Vater: Emerald van't Ruytershof, Muttervater: Odermus R

### Ehemalige Turnierpferde
- Lasandro 14 (* 1998), Oldenburger Fuchswallach, Vater: Liberty M, Muttervater: Sidney; Eigner: Daniel Weiss; zuletzt im März 2014 von Fabien Walder im internationalen Sport eingesetzt[9]
- Magnus Romeo (* 2001; † 2021), Argentinier dunkelbrauner Hengst, Vater: Royal Feu, Muttervater: Hans Anders Z; bis zum Frühjahr 2009 vom argentinischen Reiter Martin Mallo geritten, anschließend bis Juni 2010 von Clarissa Crotta und bis März 2011 von Beat Mändli, zuletzt im September 2017 von Willinton Moreno Camacho im Sport eingesetzt; Eigner: Gestüt Grenzland, Paul Bücheler[10]
- Cool and Easy (* 2004), Holsteiner Schimmelwallach, Vater: Contender, Muttervater: Riverman; ab Sommer 2017 von Manuel Eugster geritten[11], zuletzt im Mai 2019 von Pia Reich im internationalen Sport eingesetzt
- Embassy II (* 2001), dunkelbrauner Hannoveraner Hengst, Vater: Escudo I, Muttervater: Silvio I; Züchter: Dr. Bonny-Jasmin Jacobs; Eigner: Hengsthaltung Galmbacher SPZ[12], bei den Stuttgart German Masters 2019 aus dem Sport verabschiedet[13]
- Berlinda 3 (* 2008), braune DSP-Stute, Vater: Berlin 8, Muttervater: Gento; bis 2016 von Juraj Poláš geritten[14], seit Juni 2021 von Alessandra Volpi geritten
- Colore (* 2002), brauner Holsteiner Hengst, Vater: Contender, Muttervater: Lord

## Erfolge
Deutsche Meisterschaften

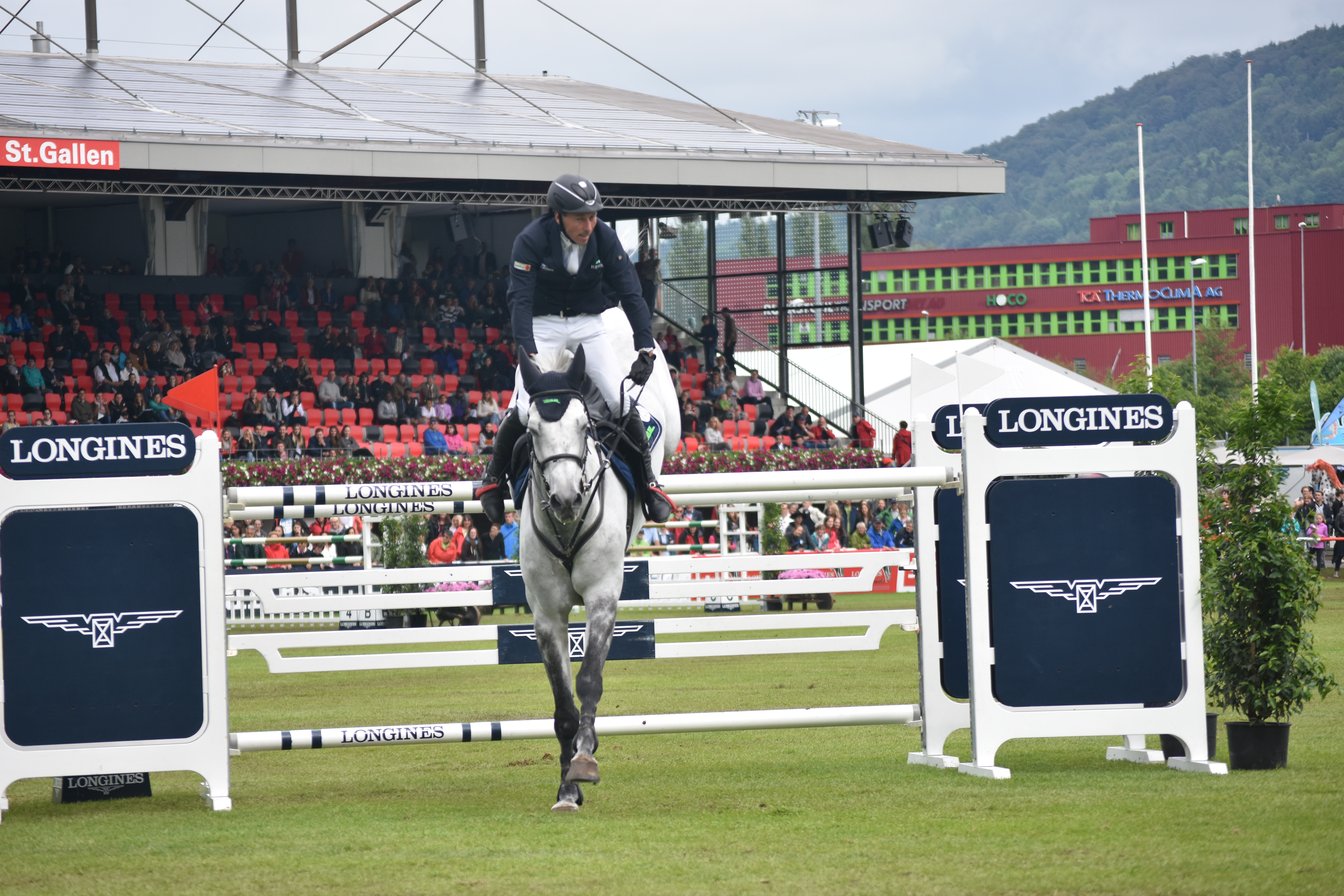
Hans-Dieter Dreher am letzten Sprung auf dem Weg zu seinem ersten CSIO 5*-Sieg in St. Gallen 2016. Er reitet sein Spitzenpferd Cool and Easy

- 2011, Balve: 7. Platz mit Magnus Romeo[15]
- 2015, Balve: 9. Platz mit Cool and Easy
- 2020, Riesenbeck: 6. Platz mit Berlinda

Baden-Württembergische Meisterschaft
- 2012, Schutterwald: 3. Platz (Herren)

weitere
- 2010:
  - 1. Platz im Großen Preis von San Lazzaro di Savena (CSI 2*) mit Lasandro
- 2011:
  - 1. Platz im Großen Preis von Pioltello (CSI 3*) mit Magnus Romeo, 2. Platz im Preis von Nordrhein-Westfalen beim CHIO Aachen (CSIO 5*) mit Magnus Romeo, 5. Platz im Großen Preis von Hickstead (CSIO 5*) mit Magnus Romeo, 3. Platz im Großen Preis von Donaueschingen (CSI 3*) mit Magnus Romeo, 4. Platz im Großen Preis von London-Olympia (CSI 5*-W) mit Embassy II, 4. Platz im Weltcupspringen von Mechelen (CSI 5*-W) mit Magnus Romeo
  - mit der deutschen Mannschaft: 6. Platz im Nationenpreis von Dublin (CSIO 5*) mit Magnus Romeo
- 2012:
  - 1. Platz im Großen Jagdspringen im Rahmen des CSI Basel (CSI 5*) mit Constantin B, 2. Platz im Championat von Braunschweig (CSI 4*) mit Embassy II, 1. Platz im Großen Preis von Braunschweig (CSI 4*) mit Embassy II, 4. Platz im Großen Preis von Neuendorf (CSI 3*) mit Magnus Romeo, 1. Platz im Großen Preis von München-Riem (CSI 3*) mit Embassy, 2. Platz im Großen Preis von Monaco (CSI 5*) mit Embassy, 4. Platz im Großen Preis von Aachen (CSIO 5*) mit Embassy, 1. Platz im Großen Preis von Crans-Montana (CSI 3*) mit Embassy, 1. Platz im Großen Preis von Chevenez (CSI 2*) mit Master de Menardiere, 3. Platz im Weltcupspringen von Genf (CSI 5*-W) mit Magnus Romeo
  - mit der deutschen Mannschaft: 4. Platz im Nationenpreis von Lummen (CSIO 5*) mit Magnus Romeo, 4. Platz im Nationenpreis von La Baule (CSIO 5*) mit Magnus Romeo, 1. Platz im Nationenpreis von Calgary-Spruce Meadows (CSIO 5*) mit Embassy
- 2013: 2. Platz im Großen Preis von Offenburg (CSI 2*) mit Constantin B, 1. Platz im Deutschen Hallenchampionat der Landesmeister in Braunschweig mit Constantin B, 3. Platz in der Global Champions Tour-Etappe von Wiesbaden (CSI 5*) mit Magnus Romeo, 2. Platz bei der Riders Tour-Wertungsprüfung von Wiesbaden (CSI 5*) mit Embassy II, 1. Platz im Großen Preis von Albführen (CSI 2*) mit Colore, 1. Platz im Weltcupspringen von Stuttgart (CSI 5*-W) mit Embassy II sowie mit der deutschen Mannschaft 1. Platz im Nationenpreis von Calgary (CSIO 5*) mit Colore
- 2014: 2. Platz im Großen Preis von San Giovanni in Marignano (CSI 2*) mit Embassy II, 3. Platz im Weltcupspringen von Lyon (CSI 5*) mit Embassy II sowie mit der deutschen Mannschaft 3. Platz im Nationenpreis von Rom (CSIO 5*) mit Embassy II und 2. Platz im Nationenpreis von Hickstead (CSIO 5*) mit Embassy II
- 2015: 1. Platz im Weltcupspringen von Leipzig (CSI 5*) mit Embassy II, 1. Platz im Großen Preis von Gorla Minore (CSI 2*) mit Le Quidam, 2. Platz im Großen Preis von Antwerpen (CSI 5*) mit Embassy II, 1. Platz im Großen Preis von Neuried-Ichenheim (Springprüfung Klasse S***) mit Magnus Romeo, 3. Platz im Großen Preis von Helsinki (CSI 5*-W) mit Cool and Easy, 1. Platz im Großen Preis von Maastricht (CSI 3*) mit Colore, 2. Platz im Großen Preis von A Coruña (CSI 5*) mit Embassy II
- 2016: 2. Platz im Großen Preis von ’s-Hertogenbosch (CSI 5*) mit Cool and Easy, 1. Platz beim Grossen Preis der Schweiz am CSIO Schweiz (CSIO 5*) in St. Gallen mit Cool and Easy
- 2017: 2. Platz im Großen Preis eines CSI 3* in San Giovanni in Marignano mit Cool and Easy, 1. Platz im Großen Preis von Ascona (CSI 5*) mit Berlinda, 2. Platz im Großen Preis von Paderborn (CSI 3*) mit Berlinda, 1. Platz im Großen Preis von Donaueschingen (CSI 3*) mit Berlinda, 1. Platz im Großen Preis von Vermezzo (CSI 2*) mit Tiopepe des Champs, 1. Platz im Großen Preis des CSI 2* im Rahmen der Amadeus Horse Indoors Salzburg mit Nadal Z

(Stand: 5. Januar 2018)